# Hervé Lauwick
Cet article possède un paronyme, voir Loïc Hervé.
Hervé Lauwick, né le 12 septembre 1891 à Le Relecq-Kerhuon (Finistère) et mort le 8 octobre 1975 à Denée, est un écrivain français de livres d'humour.
Ami de Tristan Bernard, Maurice Donnay et de Sacha Guitry « au cours des années éblouissantes où se multipliaient sans effort ses pièces triomphales » (prière d'insérer de S.G. et les femmes, 1965).
Lauwick signa un bulletin quotidien au Figaro, fut producteur à l'O.R.T.F. et critique à Jours de France.
Comme bien des jeunes gens de sa génération, il se passionna pour les nouveautés qu'étaient à l'époque l'automobile, la moto et l'aviation. Il posséda tout d'abord une moto René Gillet, puis diverses voitures de l'époque héroïque, en plus ou moins bon état dont une BéBé Peugeot, se passionna pour l'aviation, et faillit acheter la Demoiselle, un des premiers aéroplanes de Santos Dumont, n'y renonçant que parce que sa carrure bien plus forte que celle du pionnier brésilien aurait tout simplement empêché cet appareil très sous-motorisé de décoller. 
Il travailla ensuite au service de presse et publicité de Citroën et prit part à la préparation logistique de la croisière Jaune (sans y participer directement) ainsi qu'à l'illumination publicitaire de la Tour Eiffel. Son livre Grand Papa était enragé est un témoignage technique et humain précis, vivant et souvent comique sur les premiers temps de l'automobile à la Belle époque.
Il participa à la guerre de 14-18 comme estafette motocycliste, et fut grièvement blessé en février 1918 lors d'une mission sur le front de la Somme.
Lors de la Seconde Guerre mondiale, il servit dans la résistance (réseau de Dordogne).

## Bon mot
- "Un ami, c’est quelqu’un qui vous connaît bien mais qui vous aime quand même" (aussi attribué à Marie von Ebner-Eschenbach, 1830-1916)

## Livres
- Sachez vous servir d'une automobile, J. de Gigord
- Le singe vert, Flammarion, 1923
- Le monsieur qui suit une femme, Éditions Albin Michel, 1926
- L'amour et la modiste, La renaissance du livre, 1926
- L'auto et son cœur, Nouvelle société d'édition, 1929
- Les Basques chez les Parisiens, Pays basque, 1929
- Ma femme et les autres, Albin Michel, 1930
- L'avion de 1931 est-il sûr ?, 1930
- Les Allemands chez Léon Blum, La nouvelle société d'édition, Paris, 1932, 277 p.
- La France travaille. Le visage de la France, 2 tomes (L'automobile, l'avion - La route, les chemins de l'air), Valery, 1932
- La maison à roulettes, Louis Querelle, 1932
- Les trois gosses, Delagrave, 1933
- La jeunesse en plein air, J. de Gigord, 1937
- Conquérants du ciel, J. de Gigord, Paris, 1939
- Dix-neuf dangers, Coueslant et Cie, 1941
- Si les femmes pouvaient tout dire, Flammarion, 1949
- Une femme est toujours seule, Amiot-Dumont, 1952
- L'art d'attraper les hommes, Les presses de Paris, 1953
- Notre auto et nous, Amiot-Dumont, 1953
- Le livre de l'aviateur. Pilotage et navigation aérienne expliqués pour tous, Charles-Lavauzelle et Cie, 1953
- La femme est au vainqueur, Calmann-Lévy, 1955, 275 p.
- Conquérantes du ciel : La vie vaillante et secrète des plus grandes aviatrices, Presses de la Cité, 1958, 313 p. (Grand prix littéraire de l'Aéronautique)
- Le merveilleux humour de Lucien et Sacha Guitry, Fayard, 1959
- Grand-papa était enragé. L'incroyable roman de l'automobile, Fayard, 1960 (sur ce sujet, voir Histoire de l'automobile)
- Les femmes vues de près. Elles en valent la peine !, Fayard, 1961
- Roulez sans péril !, Fayard, 1962
- D'Alphonse Allais à Sacha Guitry, Plon, 1963 (Prix Scarron)
- Jupons et hauts-de-forme - La vie secrète de la Belle Epoque, Plon, 1964
- Clara est une perle, Plon, 1965
- Sacha Guitry et les femmes - Un homme étonnant... des femmes charmantes, Plon, 1965, 232 p.
- Les Français sont drôles et ce livre l'est follement, Plon, 1966, 275 p.
- Tes père et mère éduqueras ! Tu verras... ils ne sont pas bêtes, Plon, 1966
- Parlez-moi d'humour, Plon, 1967
- Zut Zut Zut! Oui, c'est un livre très gai, Plon, 1968
- Les grands amuseurs avec : Charlie Chaplin, Pauline Carton, Poiret et Serrault, Raymond Devos, 1969
- Dingues, Dingues, Dingues !, Plon, 1969
- Paris, Paris, Paris !!! Un jour et une nuit dans les coulisses de la capitale, Plon, 1970
- Conseils aux bigames : cela peut toujours servir ! ..., Plon, 1970
- Visite aux zahuris, attention ils sont partout, Plon, 1971
- Le bonheur sur mesure, Plon, 1972
- Souriants souvenirs, Plon, 1975

## Distinctions[3]
Officier de la Légion d'honneur en 1954
Médaille militaire anglaise (septembre 1916)
Dragon de l'Annam (mars 1933)
Prix des Ailes en 1925, en récompense de son œuvre de propagande